# Cidade Metropolitana de Palermo
A cidade metropolitana de Palermo é um entidade territorial italiana instituída em 4 de agosto de 2015. Foi instituída com a lei regional n.15 de 4 de agosto de 2015, que suprimiu simultaneamente a província regional de Palermo. Sua sede institucional fica no Palazzo Comitini.
Em 1 de junho de 2016, em aplicação da lei regional de 17 de maio de 2016 n. 8, que no art. 23 modificou o l.r. 15/2015, o prefeito do município de Palermo tornou-se automaticamente prefeito da cidade metropolitana, tomando posse em 7 de junho.
As primeiras eleições para o conselho foram convocadas para 25 de setembro de 2016, mas depois adiadas.

## Municípios metropolitanos
Abaixo estão os 82 municípios metropolitanos que compõem a cidade metropolitana de Palermo:
- Alia
- Alimena
- Aliminusa
- Altavilla Milicia
- Altofonte
- Bagheria
- Balestrate
- Baucina
- Belmonte Mezzagno
- Bisacquino
- Blufi
- Bolognetta
- Bompietro
- Borgetto
- Caccamo
- Caltavuturo
- Campofelice di Fitalia
- Campofelice di Roccella
- Campofiorito
- Camporeale
- Capaci
- Castelbuono
- Casteldaccia
- Castellana Sicula
- Castronovo di Sicilia
- Carini
- Cefalà Diana
- Cefalù
- Cerda
- Chiusa Sclafani
- Ciminna
- Cinisi
- Collesano
- Contessa Entellina
- Corleone
- Ficarazzi
- Gangi
- Geraci Siculo
- Giardinello
- Giuliana
- Godrano
- Gratteri
- Isnello
- Isola delle Femmine
- Lascari
- Lercara Friddi
- Marineo
- Mezzojuso
- Misilmeri
- Montelepre
- Montemaggiore Belsito
- Monreale
- Palazzo Adriano
- Palermo
- Partinico
- Petralia Soprana
- Petralia Sottana
- Piana degli Albanesi
- Polizzi Generosa
- Pollina
- Prizzi
- Roccamena
- Roccapalumba
- San Cipirello
- San Giuseppe Jato
- San Mauro Castelverde
- Santa Cristina Gela
- Santa Flavia
- Sclafani Bagni
- Sciara
- Scillato
- Termini Imerese
- Terrasini
- Torretta
- Trabia
- Trappeto
- Ustica
- Valledolmo
- Ventimiglia di Sicilia
- Vicari
- Villabate
- Villafrati